# Alimento untable

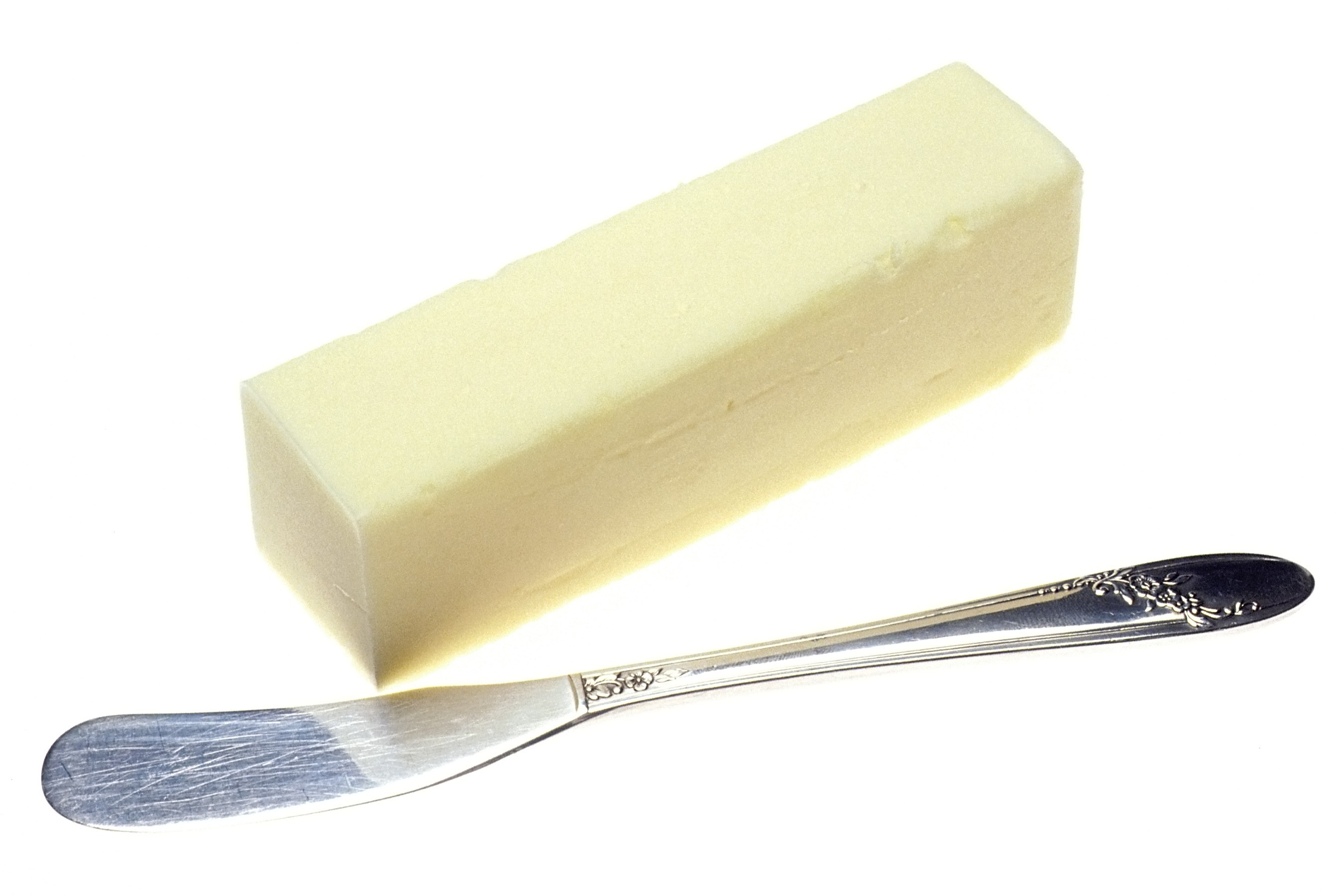
Barra de mantequilla para ser untada con ayuda de un cuchillo.

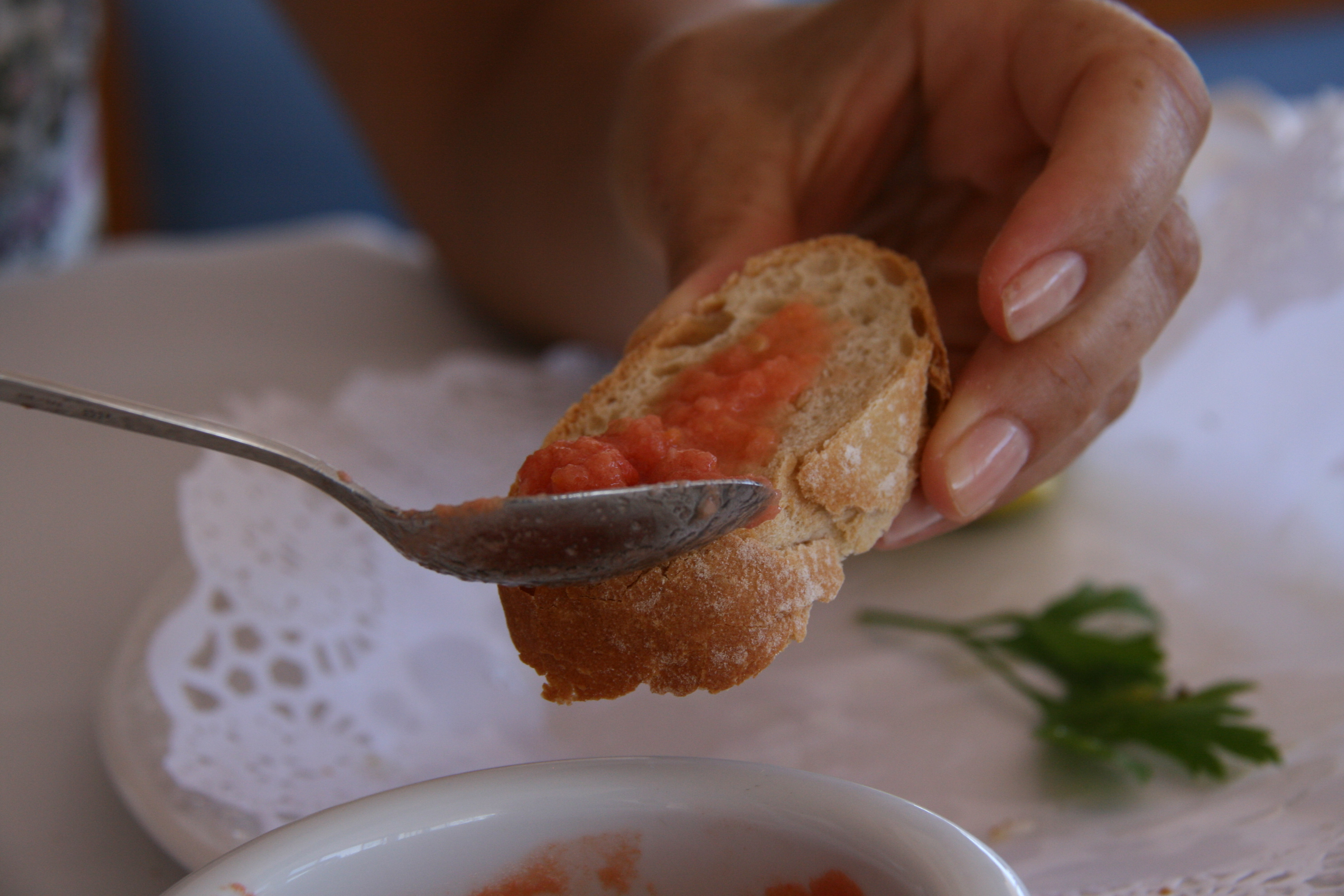
Untado de salsa de tomate en una tostada.

Un alimento untable es aquel de consistencia pastosa que se esparce con un cuchillo o espátula sobre pan, crackers u otros productos similares, con el fin de aportar sabor y textura. A diferencia de los condimentos, se consideran parte integral del plato al que se incorporan, y no un aditamento. Deben distinguirse de las salsas para mojar, para las que no es necesario usar un cuchillo.

## Características
Como tal, un alimento es untable si puede desempeñar esta función, lo que significa que el mismo alimento puede considerarse como tal, como un condimento o como un ingrediente, según la circunstancia. Un buen ejemplo sería la mantequilla, que puede aparecer sobre una hamburguesa como condimento, sobre una tostada como untable o en el puré de patata como ingrediente.

## Alimentos
Son alimentos untables comunes el queso crema, el queso fundido y la mantequilla (salados), así como la mermelada (dulce). También existen pastas untables elaboradas a partir de verdura (tapenade, hummus, baba ganush, etcétera) y carne (paté, fleischbutter, cretons, jamón endiablado, etcétera).
Algunas salsas como por ejemplo la mayonesa también se pueden considerar como untables debido a su consistencia.